# Dolichopeza (Nesopeza) bagobo
Dolichopeza (Nesopeza) bagobo is een tweevleugelige uit de familie langpootmuggen (Tipulidae). De soort komt voor in het Oriëntaals gebied.